# Antananarivo
Antananarivo (antes Tananarive; coloquialmente chamada Tana) é a capital da República de Madagáscar, situando-se no centro da ilha, no sentido mais longo (N-S), cerca de 145 km da costa leste. Ocupa um posição de comando, estando sobre um ponto elevado, nas faldas de uma formação rochosa estreita que se estende por 4 km de norte a sul. Seu ponto mais alto se eleva cerca de 200 metros acima da planície a oeste (com plantações de arroz), estando a cidade 1 275 metros acima do nível do mar.
É a maior e mais populosa cidade do país e seu centro administrativo, econômico e de comunicações. Lá estão localizados a presidência, a Assembleia Nacional, o Senado e o Supremo Tribunal, assim como 21 missões diplomáticas e as sedes de muitas empresas nacionais e internacionais e ONGs. Fica cerca de 215 km do porto de Toamasina, o principal da ilha, como a qual se comunica por ferrovia via cerca de 100 km ao longo das lagoas da costa. A economia de Antananarivo baseia-se principalmente nas indústrias locais produtoras de alimentos, produtos de tabaco, têxteis e artigos derivados do couro. Possui o principal aeroporto de Madagascar, o Aeroporto Internacional de Ivato, e é sede da Universidade de Antananarivo desde 1961.

## Etimologia
A palavra "Antananarivo" significa "cidade dos mil", provavelmente devido a "mil colinas" ou "mil guerreiros" (em referência à guarnição real dos Merina. A partir da aférese e apócope a que a língua malgaxe submeteu a palavra, teve-se como resultado a palavra "Tana", que foi afrancesada como "Tananarive", já que a pronúncia malgaxe faz elisão do "an" e dá tonicidade ao "ta", além de ser comum a elisão também das últimas vogais.

## História

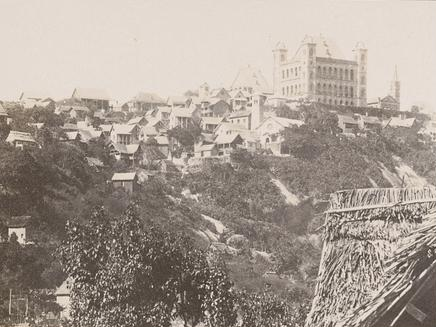
Palácio da Rainha, Rova (1898)

De forma diversa no que ocorreu com a maioria das capitais do sul da África, Antananarivo já fora uma importante e grande cidade mesmo antes da era colonial. Foi fundada por volta de 1625, ou seja no início do século, XVII pelo rei Andrianjaka e foi denominada Antananarivo (Cidade dos Mil) por ser esse o número de soldados utilizados para guardá-la. Foi durante muitos anos a principal vila dos chefes tribais Hova e foi ganhando importância a medida que esses chefes se tornaram soberanos da maior parte de Madagascar, tendo tido cerca de 80 mil habitantes.
Em 1793 foi feita capital dos monarcas Merina. As conquistas do rei Radama I fizeram de Antananario capital de quase toda Madagáscar. Até 1869 todas as construções dentro da cidade eram feitas de madeira ou de juncos, embora houvesse alguns grandes palácios feitos de grossas toras de madeira, sendo o mais alto de altura 120 metros. Essas construções maiores coroavam o ápice e centro da cidade. O maior deles, com seu nobre telhado e sua torre, era a maior atração da cidade sob todos os aspectos.
Desde que se passou a utilizar pedras e tijolos na construção, toda a cidade foi reconstruída, tendo hoje muitos prédios de estrutura europeia, incluindo os palácios reais, as casas que já foram do primeiro-ministro, da nobreza, as residências dos franceses, as catedrais anglicana e católica, demais igrejas.

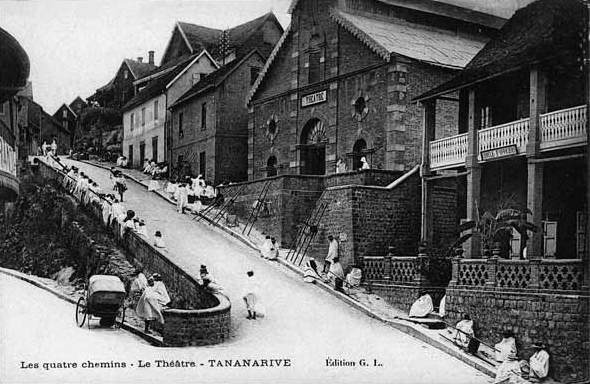
Teatro nos arredores de Antananarivo 1905

### História recente

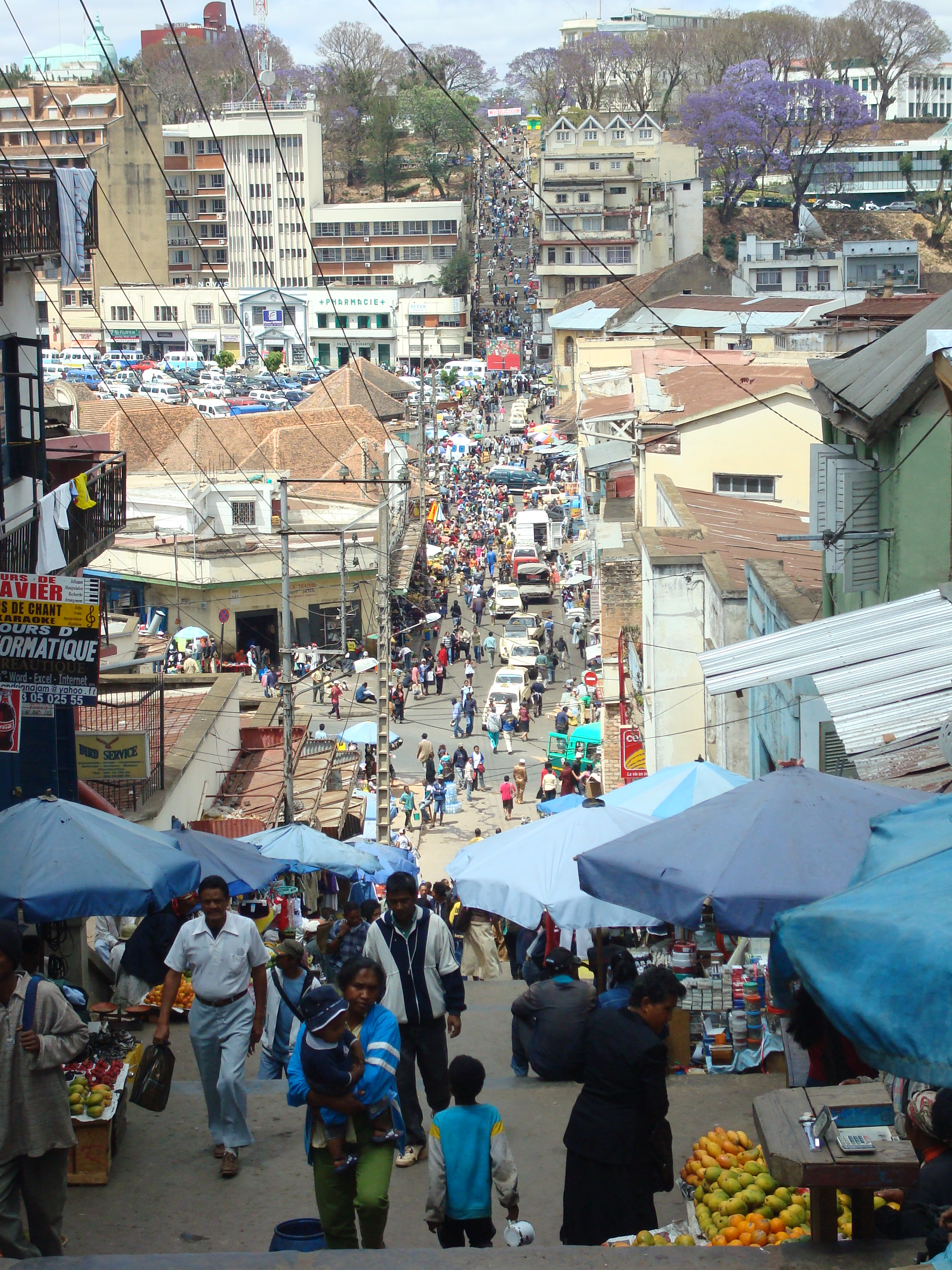
Movimentada rua em Antananarivo

A cidade foi tomada pelos franceses em 1895 e incorporada ao protetorado de Madagascar. Quando da tomada da cidade, esta tinha uma população de 100 mil habitantes. Foi remodelada e em 1950 já eram 175 mil. Largas estradas e avenidas foram construídas cortando a cidade, escadarias de muitos degraus foram feitas para ligar diferentes níveis. O espaço central, chamado Andohalo, foi muito melhorado com vias, terraços, jardins de flores, árvores, gramados. A necessária água foi trazida do rio Ikopa que cerca a cidade entre sul e oeste.
Com a independência do país em 1960 houve ainda mais crescimento e população já era de cerca de 1,4 milhões por volta do ano 2000. Suas indústrias incluem alimentos, cigarros e têxteis.
A cidade é guardada por dois fortes construídos nas colinas a leste e sudoeste. Junto com as catedrais católica e anglicana há cerca de cinquenta Igrejas na cidade e nos subúrbios, havendo também uma Mesquita. Há em Antananarivo um "campus" da "Universidade de Antananarivo e o "Collège Rural d'Ambatobe".

## Geografia
Antananarivo situa-se à encosta de uma cordilheira rochosa com cerca de 1435 metros, cercada por diversos lagos como o Mandroseza, o Anosy e o principal deles, o Lac Masay.
Sua população foi estimada em 2001 para 1 689 000 habitantes.

### Clima
No sistema de classificação climática de Köppen-Geiger, Antananarivo tem um clima subtropical oceânico (Cwb), com invernos suaves e secos e verões quentes e chuvosos. Praticamente toda a precipitação cai de outubro a abril. As geadas são raras e mais comuns em altitudes mais elevadas. As temperaturas no verão acima de 30 °C são raras.
| Dados climatológicos para Antananarivo                         | Dados climatológicos para Antananarivo | Dados climatológicos para Antananarivo | Dados climatológicos para Antananarivo | Dados climatológicos para Antananarivo | Dados climatológicos para Antananarivo | Dados climatológicos para Antananarivo | Dados climatológicos para Antananarivo | Dados climatológicos para Antananarivo | Dados climatológicos para Antananarivo | Dados climatológicos para Antananarivo | Dados climatológicos para Antananarivo | Dados climatológicos para Antananarivo | Dados climatológicos para Antananarivo |
| Mês                                                            | Jan                                    | Fev                                    | Mar                                    | Abr                                    | Mai                                    | Jun                                    | Jul                                    | Ago                                    | Set                                    | Out                                    | Nov                                    | Dez                                    | Ano                                    |
| -------------------------------------------------------------- | -------------------------------------- | -------------------------------------- | -------------------------------------- | -------------------------------------- | -------------------------------------- | -------------------------------------- | -------------------------------------- | -------------------------------------- | -------------------------------------- | -------------------------------------- | -------------------------------------- | -------------------------------------- | -------------------------------------- |
| Temperatura máxima recorde (°C)                                | 33                                     | 32                                     | 31                                     | 31                                     | 29                                     | 27                                     | 27                                     | 29                                     | 33                                     | 35                                     | 34                                     | 33                                     | 35                                     |
| Temperatura máxima média (°C)                                  | 26,4                                   | 26,5                                   | 25,9                                   | 25,2                                   | 23,2                                   | 21,1                                   | 20,4                                   | 21                                     | 23,6                                   | 25,8                                   | 26,6                                   | 26,4                                   | 24,3                                   |
| Temperatura média (°C)                                         | 20,5                                   | 20,7                                   | 20,1                                   | 19,2                                   | 16,8                                   | 14,6                                   | 14,1                                   | 14,5                                   | 16,3                                   | 18,5                                   | 19,7                                   | 20,2                                   | 17,9                                   |
| Temperatura mínima média (°C)                                  | 16,6                                   | 16,8                                   | 16,3                                   | 15                                     | 12,3                                   | 10                                     | 9,5                                    | 9,6                                    | 10,6                                   | 12,9                                   | 14,8                                   | 16,2                                   | 13,3                                   |
| Temperatura mínima recorde (°C)                                | 12                                     | 11                                     | 11                                     | 7                                      | 4                                      | 1                                      | 3                                      | 2                                      | 3                                      | 6                                      | 6                                      | 11                                     | 1                                      |
| Precipitação (mm)                                              | 274                                    | 278,9                                  | 203,5                                  | 64,5                                   | 22,5                                   | 7,7                                    | 10,8                                   | 10,4                                   | 10,6                                   | 75,8                                   | 187,7                                  | 309,9                                  | 1 456,3                                |
| Dias com precipitação (≥ 1 mm)                                 | 15                                     | 15                                     | 12                                     | 5                                      | 2                                      | 2                                      | 2                                      | 1                                      | 1                                      | 6                                      | 12                                     | 17                                     | 90                                     |
| Umidade relativa (%)                                           | 80,5                                   | 81,5                                   | 80,5                                   | 79,5                                   | 78,5                                   | 77,5                                   | 77                                     | 74,5                                   | 70,5                                   | 67                                     | 70                                     | 76,5                                   | 76,1                                   |
| Insolação (h)                                                  | 210,5                                  | 178                                    | 199,1                                  | 220,5                                  | 228,8                                  | 206,1                                  | 213,9                                  | 235                                    | 249,5                                  | 251                                    | 232,7                                  | 201,1                                  | 2 626,2                                |
| Fonte: NOAA e BBC Weather (recordes de temperatura e umidade). |                                        |                                        |                                        |                                        |                                        |                                        |                                        |                                        |                                        |                                        |                                        |                                        |                                        |

## Cidades irmãs
- Yerevan Armenia
- Fontenay-aux-Roses França
- Nice França

## Personalidades
- Claude Simon (1913-2005), prémio Nobel da Literatura de 1985

## Fotos

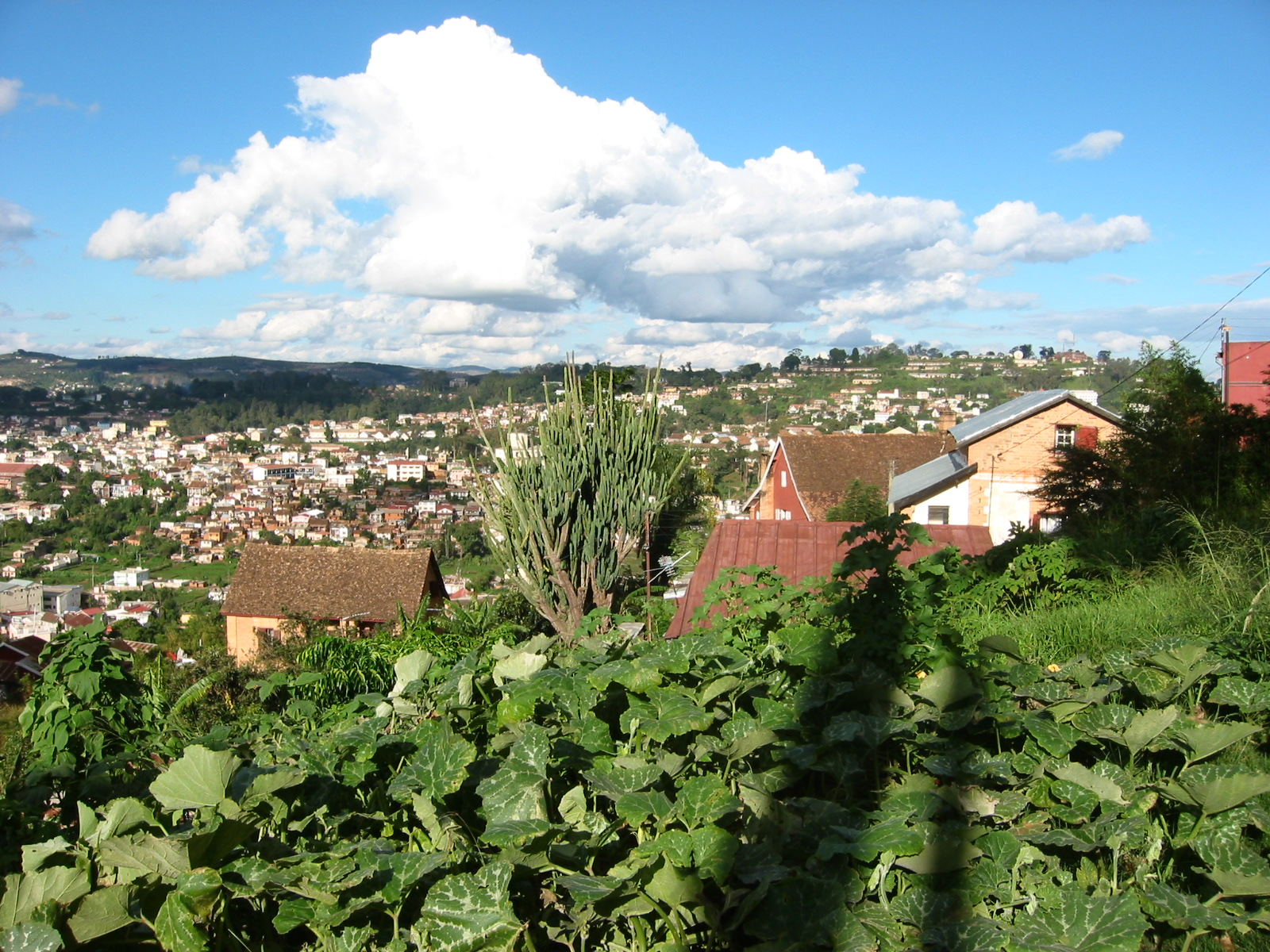
Antananarivo - Vista geral
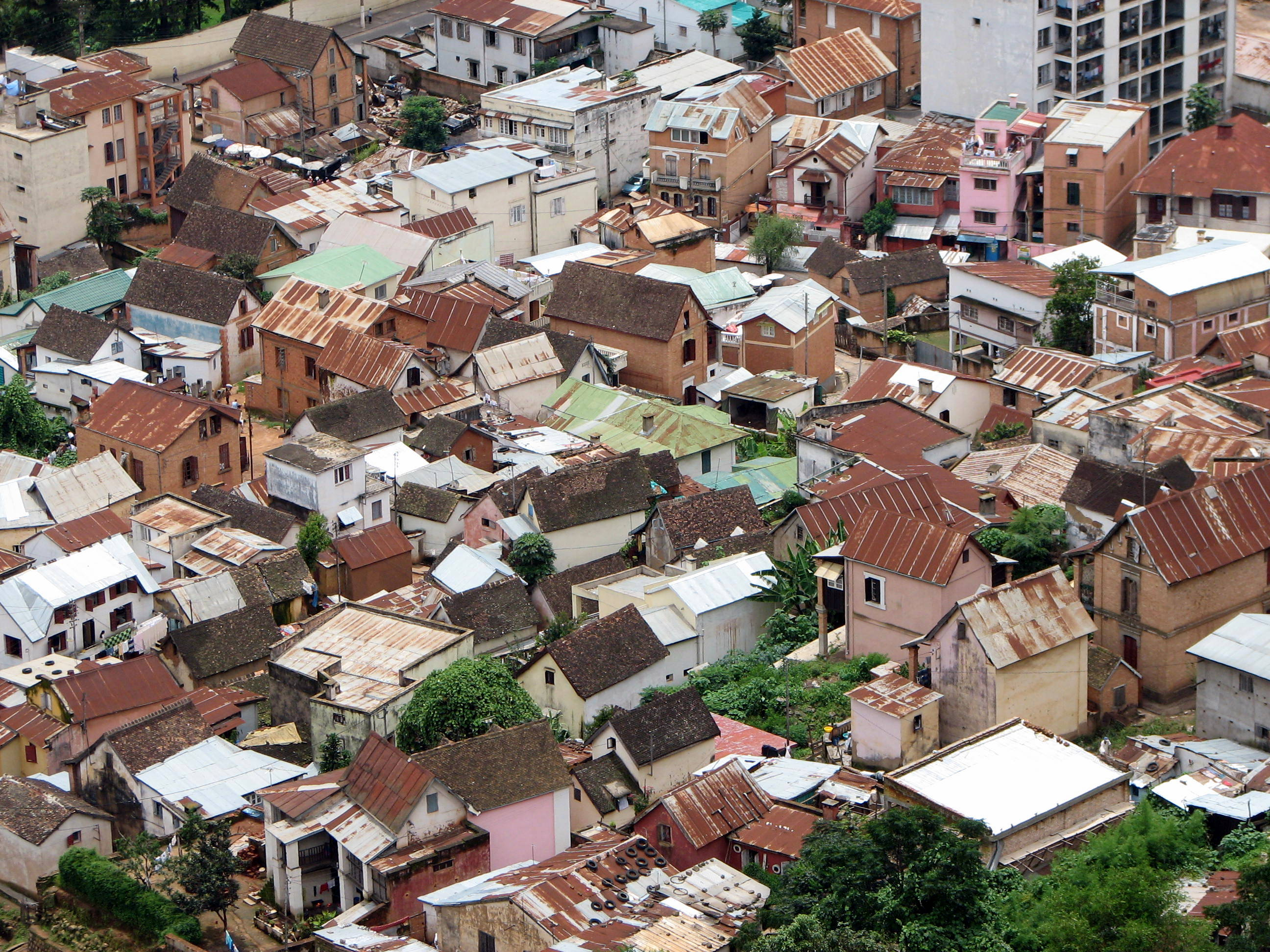
Casario
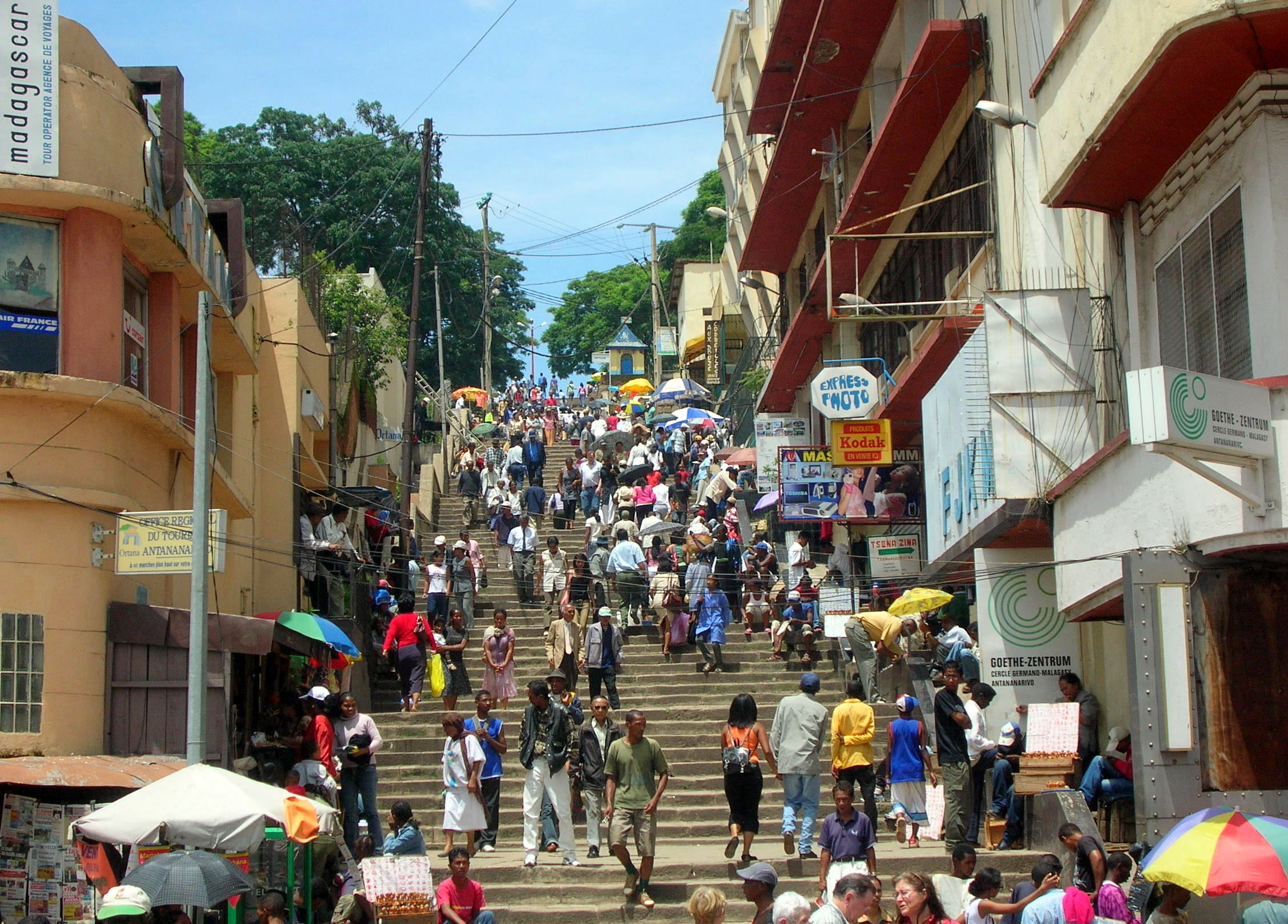
Escadaria para a Praça da Independência
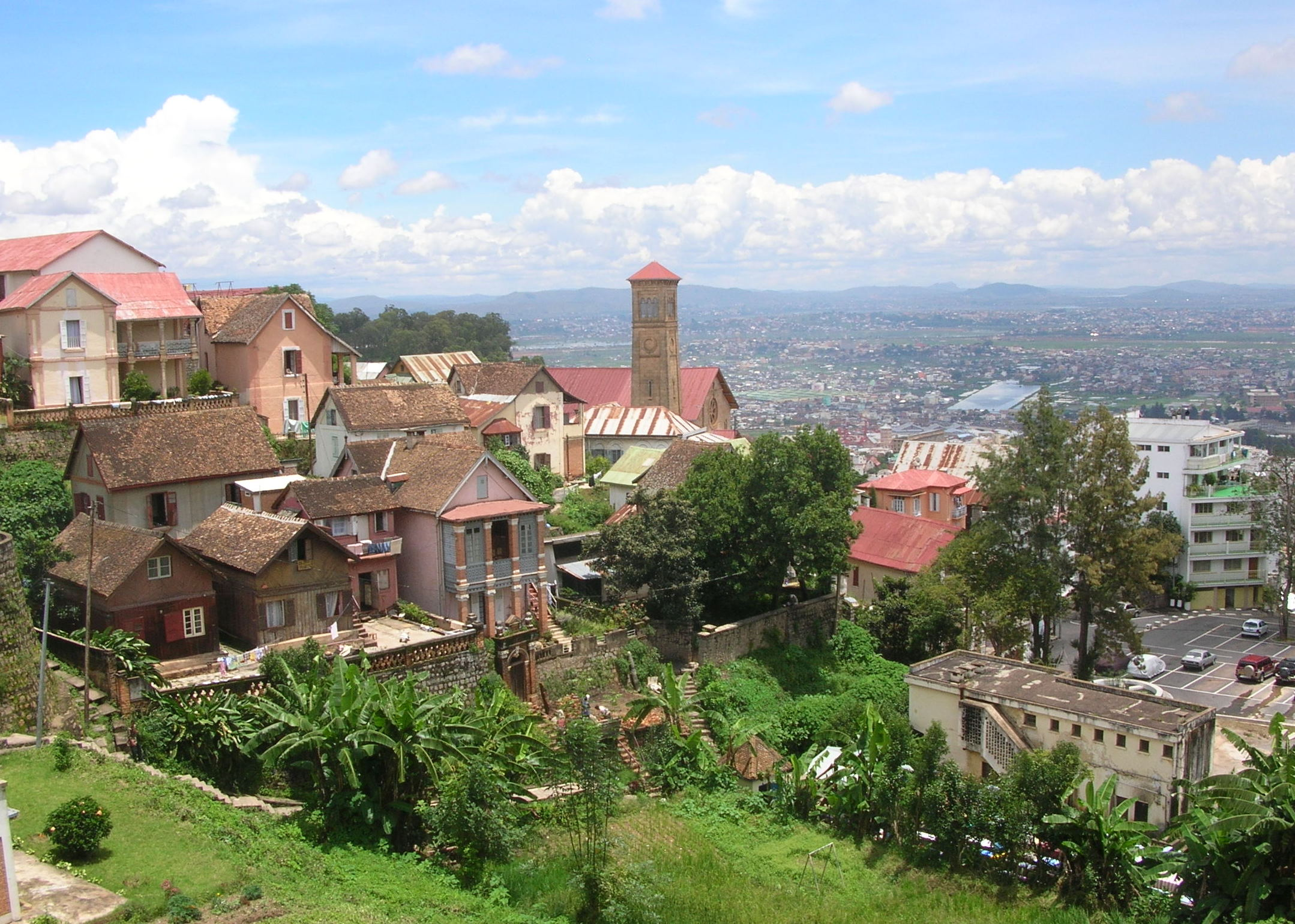
Cidade alta
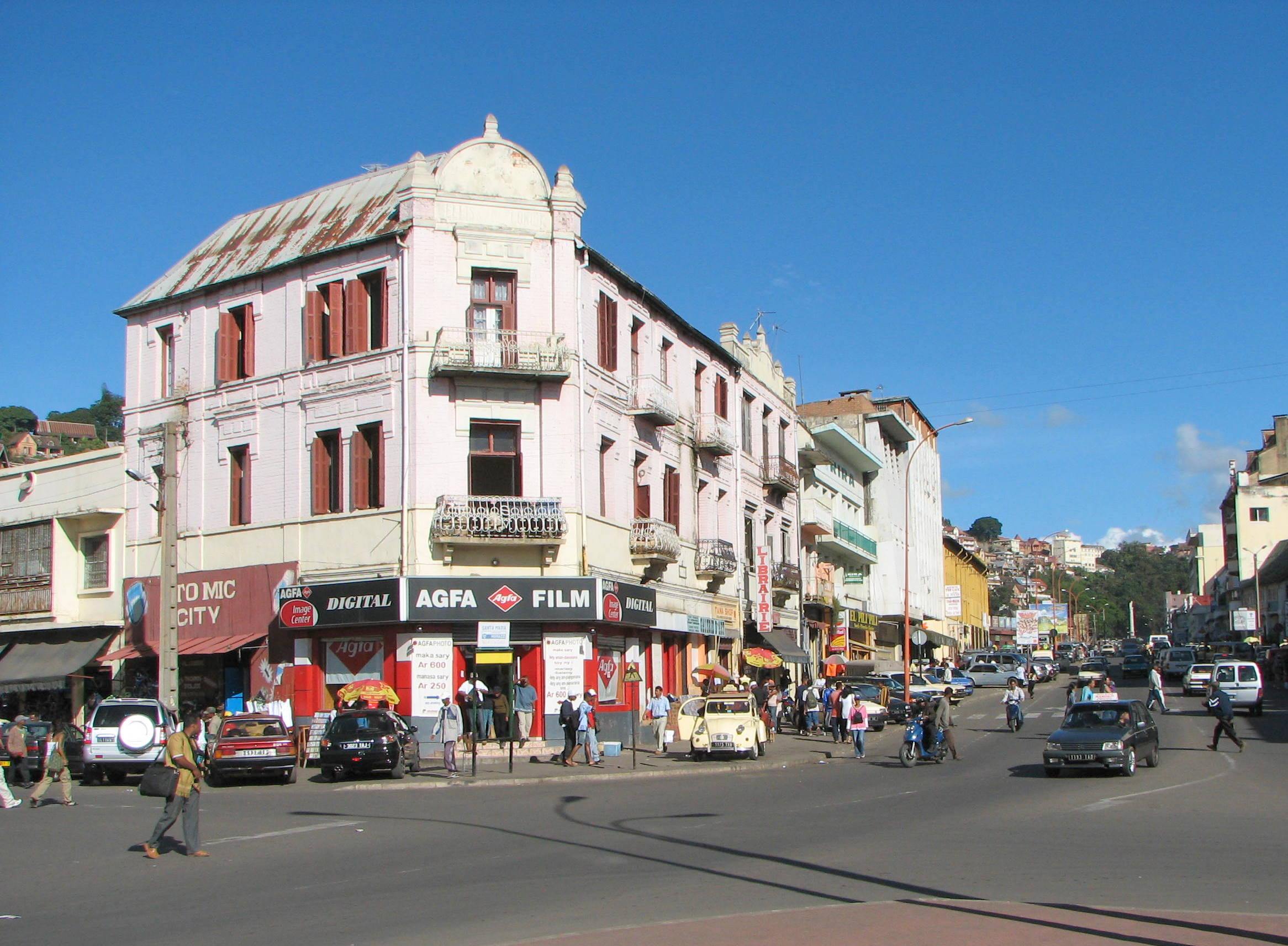
Av.Independência
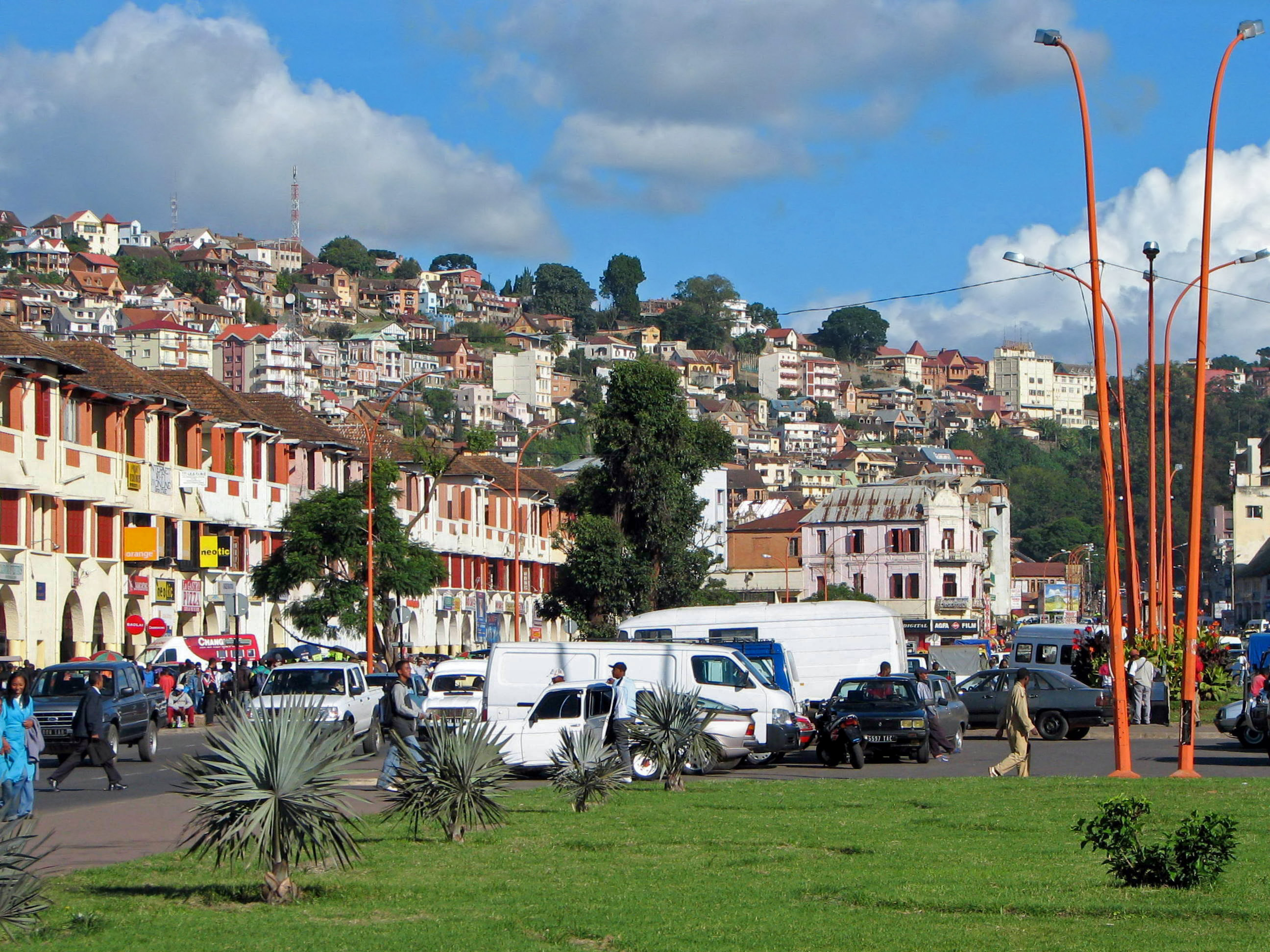
Av.Independência
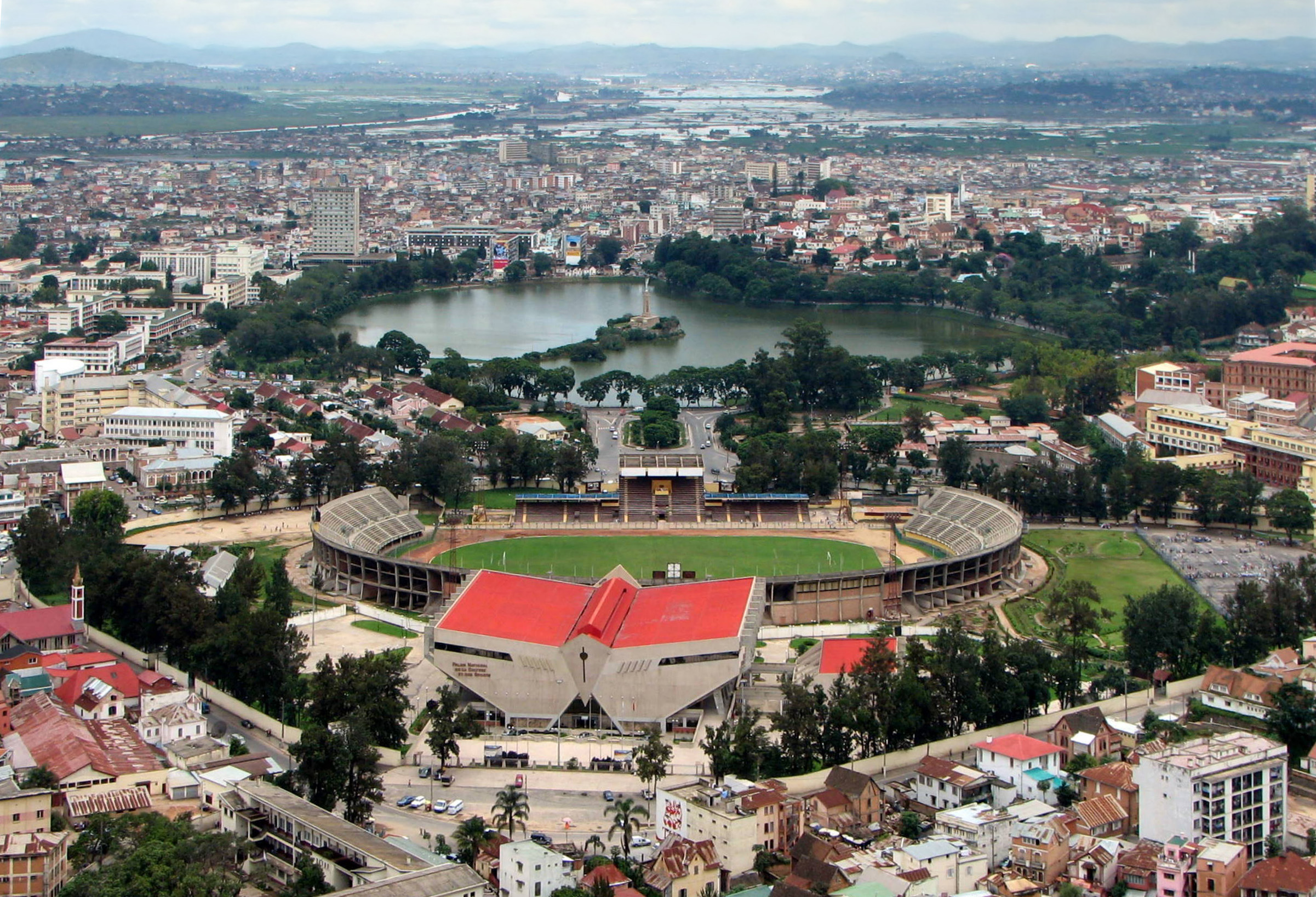
Lago Anosy

## Outras referências
- Este artigo incorpora texto  (em inglês) da Encyclopædia Britannica (11.ª edição), publicação em domínio público.
- FallingRain Map - elevation = 1288m (Red dots are railways)